# Julianna Peña
Julianna Peña (nascida em 19 de agosto de 1989) é uma lutadora profissional de artes marciais mistas norte-americana, que compete na divisão peso-galo feminino do Ultimate Fighting Championship (UFC). Ela é ex-campeã do UFC duas vezes na categoria peso-galo feminino, sendo também a primeira mulher a vencer o reality show The Ultimate Fighter. Em 10 de junho de 2025, encontra-se em 1º lugar no ranking peso-galo feminino do UFC e em 5º no ranking peso por peso feminino da organização.

## Biografia
Caçula de quatro irmãos, Julianna Peña nasceu e foi criada em Spokane, Washington. Formou-se em 2007 na Mt. Spokane High School e, em seguida, frequentou a Spokane Community College. Para perder peso e canalizar sua agressividade na juventude, ela se matriculou em aulas de cardio kickboxing, migrando posteriormente para as artes marciais mistas.

## Carreira no MMA

### Início da carreira
Após conquistar duas vitórias como amadora, Julianna Peña fez sua estreia profissional no MMA em maio de 2009. Venceu suas quatro primeiras lutas consecutivas, mas sofreu sua primeira derrota em abril de 2012 para Sarah Moras, que mais tarde também participaria do The Ultimate Fighter 18, em uma luta de peso casado de 140 libras. O confronto ocorreu apenas dois meses e uma semana após Peña ter sido atropelada por um motorista embriagado enquanto caminhava no centro de Spokane, ela ficou inconsciente e sofreu uma fratura no nariz. Dez meses depois, retornou às competições profissionais em uma luta na divisão dos pesos-moscas, uma categoria abaixo da peso-galo, sendo derrotada por decisão unânime.

### The Ultimate Fighter
Em agosto de 2013, foi anunciado que Julianna Peña estava entre as lutadoras selecionadas para participar do reality show The Ultimate Fighter: Team Rousey vs. Team Tate.
Peña enfrentou Gina Mazany na luta eliminatória para entrar na casa. Dominou o combate desde o início e venceu por decisão unânime após dois rounds.
Na primeira luta do torneio dentro da casa, Julianna Peña enfrentou a veterana Shayna Baszler, então ranqueada entre as dez melhores da categoria. A luta foi escolhida por Ronda Rousey, que colocou frente a frente as duas primeiras escolhas femininas do reality. Considerada a favorita pela experiência e posição no ranking, Baszler começou bem, mas Peña conseguiu aplicar bons golpes de boxe e escapar de várias tentativas de finalização no primeiro round. No segundo round, Peña voltou com força, conectando joelhadas potentes que desequilibraram Baszler. A luta foi para o chão, onde Peña conseguiu a montada pelas costas e venceu por finalização (mata-leão), naquela que foi considerada uma das maiores zebras da temporada.
Na semifinal, Peña reencontrou Sarah Moras, adversária que a havia derrotado em 2012 após uma lesão causada por uma chave de braço que forçou a interrupção médica. Desta vez, Peña saiu vitoriosa, vencendo por finalização (guilhotina) no segundo round, vingando a derrota anterior.

### Ultimate Fighting Championship
Julianna Peña enfrentou Jessica Rakoczy na final do The Ultimate Fighter 18, realizada em 30 de novembro de 2013, no evento The Ultimate Fighter 18 Finale. Peña venceu a luta por nocaute técnico (TKO) nos segundos finais do primeiro round, tornando-se a campeã peso-galo feminino do TUF 18.

#### Lesão
Peña estava escalada para enfrentar Jessica Andrade no UFC 171, em 15 de março de 2014. No entanto, precisou se retirar do combate após sofrer uma grave lesão no joelho direito durante um treino de grappling. A contusão resultou em danos no ligamento cruzado anterior (LCA), ligamento colateral medial (LCM), ligamento colateral lateral (LCL) e no menisco. Apesar da gravidade, os médicos garantiram que seu joelho voltaria à força total após a cirurgia e o processo de reabilitação. A lesão manteve Peña afastada do octógono pelo restante do ano de 2014.

#### Retorno ao UFC
Julianna Peña retornou ao octógono em 4 de abril de 2015, enfrentando Milana Dudieva no UFC Fight Night 63. Venceu a luta por nocaute técnico (TKO) ainda no primeiro round. A vitória lhe rendeu também o seu primeiro bônus de Performance da Noite.
Em seguida, enfrentou Jessica Eye no dia 3 de outubro de 2015, no UFC 192 , saindo vitoriosa por decisão unânime.
No dia 9 de julho de 2016, Peña enfrentou a ex-desafiante ao cinturão Cat Zingano no UFC 200 , vencendo novamente por decisão unânime.
Peña enfrentou Valentina Shevchenko no UFC on Fox 23, realizado em 28 de janeiro de 2017 , sendo derrotada por finalização (chave de braço) no segundo round.
Em 14 de outubro de 2017, anunciou que estava grávida e que se afastaria do esporte por tempo indeterminado. Quase dois anos e meio depois, retornou ao octógono em 13 de julho de 2019, no UFC Fight Night 155, enfrentando a ex-campeã peso-mosca do UFC Nicco Montaño, substituindo Sara McMann , que havia se lesionado. Peña venceu por decisão unânime.
Peña estava programada para enfrentar Aspen Ladd em 28 de março de 2020, no UFC on ESPN 8 , mas acabou se retirando do combate no início de março devido a uma lesão.
Em 4 de outubro de 2020, enfrentou a ex-campeã peso-pena Germaine de Randamie no UFC on ESPN: Holm vs. Aldana , sendo derrotada por finalização (guilhotina) no terceiro round.
Originalmente escalada para enfrentar Sara McMann em 16 de janeiro de 2021, no UFC on ABC 1, a luta foi adiada para o UFC 257, em 24 de janeiro de 2021 , onde Peña venceu por finalização no terceiro round.
Peña estava programada para enfrentar Holly Holm em 8 de maio de 2021, no UFC on ESPN 24 , mas Holm foi forçada a se retirar do confronto após ser diagnosticada com hidronefrose.

#### Campeã Peso Galo do UFC
Julianna Peña estava programada para enfrentar Amanda Nunes pelo cinturão peso-galo feminino do UFC no dia 7 de agosto de 2021, no UFC 265. No entanto, a luta foi adiada após Nunes testar positivo para COVID-19 em 29 de julho. O combate foi remarcado para o UFC 269, em 11 de dezembro de 2021. Após um primeiro round dominante de Nunes, Peña surpreendeu no segundo round e venceu por finalização (mata-leão), conquistando o cinturão em uma das maiores zebras da história do UFC.
Em 5 de fevereiro de 2022, foi anunciado que Peña e Nunes seriam as treinadoras da 30ª temporada do The Ultimate Fighter, exibida no ESPN+, com lutadores das divisões peso-pesado masculino e peso-mosca feminino.
A revanche entre Peña e Nunes ocorreu no dia 30 de julho de 2022, no UFC 277. Peña foi derrotada por decisão unânime, perdendo o título.
Uma terceira luta entre Peña e Nunes estava agendada para 10 de junho de 2023, no UFC 289. No entanto, em 2 de maio de 2023, foi anunciado que Peña se retirou do combate devido a fraturas nas costelas sofridas durante os treinos. Irene Aldana, originalmente escalada para o UFC Fight Night: Dern vs. Hill, foi escolhida como substituta.
No UFC 289, Nunes derrotou Aldana por decisão unânime, defendendo o cinturão peso-galo feminino do UFC. Após a vitória, Nunes anunciou sua aposentadoria ainda dentro do octógono, deixando o título vago. O cinturão vago foi posteriormente conquistado por Raquel Pennington, que derrotou Mayra Bueno Silva no UFC 297.
Julianna Peña enfrentou Raquel Pennington pelo cinturão do peso-galo feminino do UFC em 5 de outubro de 2024, no UFC 307. Venceu por decisão dividida, reconquistando o título. Apesar da vitória oficial, 25 dos 26 veículos de mídia especializados pontuaram a luta a favor de Pennington, enquanto um declarou empate.
Em 7 de junho de 2025, no UFC 316, Peña enfrentou Kayla Harrison, campeã peso-leve da PFL em 2019 e 2021, além de bicampeã olímpica no judô (2012 e 2016). Peña perdeu o cinturão ao ser finalizada com uma kimura no final do segundo round.

## Cinema e televisão
Peña foi destaque no documentário premiado sobre artes marciais mistas Fight Life, dirigido por James Z. Feng e lançado em 2012.
Ela também atua como comentarista nas transmissões em inglês do Combate Americas, ao lado de Max Bretos, pela plataforma DAZN.

## Vida Pessoal
Peña é descendente de mexicanos e venezuelanos. Em janeiro de 2018, deu à luz sua primeira filha, uma menina.
Julianna Peña é irmã mais nova de Grace Peña, ex-repórter e meteorologista da emissora KREM 2.

## Problemas legais
Em 20 de dezembro de 2015, Peña foi presa em Spokane, Washington, e acusada de duas agressões devido a uma altercação com funcionários de um bar, ocorrida após uma briga de rua na qual Josh Gow, seu companheiro de treinos na equipe Sikjitsu, havia se ferido. Posteriormente, um juiz concedeu uma ordem de suspensão condicional do processo, estipulando que, caso Peña não se envolvesse em novos incidentes durante o período de um ano, o caso seria arquivado.

## Campeonatos e realizações

### MMA
- Ultimate Fighting Championship
  - Campeã do Peso-Galo Feminino do UFC (duas vezes)
  - Vencedora do torneio peso-galo feminino do The Ultimate Fighter: Team Rousey vs. Team Tate.[13]
  - Performance da Noite (2 vezes) vs. Milana Dudieva e Amanda Nunes (1ª luta)[17][62]
  - Empatada com Miesha Tate como a quarta lutadora com mais quedas aplicadas na história da divisão peso-galo feminino do UFC (18)[63]
  - UFC Honors Awards
    - 2021: Ganhadora da Escolha do Presidente para Performance do Ano vs. Amanda Nunes (1ª luta)[64]

  - UFC.com Awards
    - 2021: Zebra do Ano vs.  Amanda Nunes (1ª luta)[65] & 10ª colocada entre os Lutadores do Ano[66]

- MMAjunkie.com
  - Janeiro de 2021: Finalização do Mês vs. Sara McMann[67]
  - Dezembro de 2021: Finalização do Mês vs. Amanda Nunes[68]
  - 2021: Zebra do Ano vs. Amanda Nunes (1ª luta)[69]
- Cageside Press
  - 2021: Zebra do Ano vs. Amanda Nunes (1ª luta)[70]
- LowKick MMA
  - 2021: Zebra do Ano vs. Amanda Nunes (1ª luta)[71]
- Sherdog
  - 2021: Zebra do Ano vs. Amanda Nunes (1ª luta)[72]
- ESPN
  - 2021: Lutadora do Ano[73]
- Bleacher Report
  - 2021: Zebra do Ano vs. Amanda Nunes (1ª luta)[74]
- MMA Sucka
  - 2021: Zebra do Ano vs. Amanda Nunes (1ª luta)[75]
- Yahoo! Sports
  - 2021: Finalização do Ano vs. Amanda Nunes (1ª luta)[76]
- Daily Mirror
  - 2021: Zebra do Ano vs. Amanda Nunes (1ª luta)[77]
- World MMA Awards
  - 2021: Zebra do Ano vs. Amanda Nunes (1ª luta)[78]

## Cartel no MMA
| Cartel no MMA   |             |            |
| 18 lutas        | 12 vitórias | 6 derrotas |
| Por nocaute     | 3           | 1          |
| Por finalização | 5           | 3          |
| Por decisão     | 4           | 2          |

| Res.    | Cartel | Oponente             | Método                                | Evento                                | Data       | Round | Tempo | Local                       | Notas |
| ------- | ------ | -------------------- | ------------------------------------- | ------------------------------------- | ---------- | ----- | ----- | --------------------------- | --- |
| Derrota | 12-6   | Kayla Harrison       | Finalização (kimura)                  | UFC 316: Dvalishvili vs. O'Malley 2   | 07/06/2025 | 2     | 4:55  | Newark, New Jersey          | Perdeu o Cinturão Peso Galo Feminino do UFC. Peña perdeu um ponto no primeiro round devido a chutes ilegais de baixo para cima |
| Vitória | 12-5   | Raquel Pennington    | Decisão (dividida)                    | UFC 307: Pereira vs. Rountree         | 05/10/2024 | 5     | 5:00  | Salt Lake City, Utah        | Ganhou o Cinturão Peso Galo Feminino do UFC                                                                                    |
| Derrota | 11-5   | Amanda Nunes         | Decisão (unânime)                     | UFC 277: Peña vs. Nunes 2             | 30/07/2022 | 5     | 5:00  | Las Vegas, Nevada           | Perdeu o Cinturão Peso Galo Feminino do UFC.                                                                                   |
| Vitória | 11-4   | Amanda Nunes         | Finalização (mata leão)               | UFC 269: Oliveira vs. Poirier         | 11/12/2021 | 2     | 3:26  | Las Vegas, Nevada           | Ganhou o Cinturão Peso Galo Feminino do UFC. Performance da Noite.                                                             |
| Vitória | 10-4   | Sara McMann          | Finalização (mata leão)               | UFC 257: Poirier vs. McGregor 2       | 23/01/2021 | 3     | 3:39  | Abu Dhabi                   | |
| Derrota | 9-4    | Germaine de Randamie | Finalização (guilhotina)              | UFC on ESPN: Holm vs. Aldana          | 03/10/2020 | 3     | 3:25  | Abu Dhabi                   | |
| Vitória | 9-3    | Nicco Montaño        | Decisão (unânime)                     | UFC Fight Night: de Randamie vs. Ladd | 13/07/2019 | 3     | 5:00  | Sacramento, Califórnia      | |
| Derrota | 8-3    | Valentina Shevchenko | Finalização (chave de braço)          | UFC on Fox: Shevchenko vs. Peña       | 28/01/2017 | 2     | 4:29  | Denver, Colorado            | |
| Vitória | 8-2    | Cat Zingano          | Decisão (unânime)                     | UFC 200: Tate vs. Nunes               | 09/07/2016 | 3     | 5:00  | Las Vegas, Nevada           | |
| Vitória | 7-2    | Jessica Eye          | Decisão (unânime)                     | UFC 192: Cormier vs. Gustafsson       | 03/10/2015 | 3     | 5:00  | Houston, Texas              | Eye foi penalizada com a dedução de um ponto no segundo round devido a uma joelhada ilegal.                                    |
| Vitória | 6-2    | Milana Dudieva       | Nocaute Técnico (socos)               | UFC Fight Night: Mendes vs. Lamas     | 04/04/2015 | 1     | 3:58  | Fairfax, Virginia           | Performance da Noite. |
| Vitória | 5-2    | Jessica Racokzy      | Nocaute Técnico (socos e cotoveladas) | The Ultimate Fighter 18 Finale        | 30/11/2013 | 1     | 4:59  | Las Vegas, Nevada           | Retorno ao peso galo. Venceu o torneio dos pesos-galos do The Ultimate Fighter 18.                                             |
| Derrota | 4-2    | Deanna Bennet        | Decisão (unânime)                     | Showdown Fights 10                    | 08/02/2013 | 3     | 5:00  | Orem, Utah                  | Estreia no Peso Mosca. |
| Derrota | 4-1    | Sarah Moras          | Nocaute Técnico (interrupção médica)  | Conquest of the Cage 11               | 19/04/2012 | 2     | 5:00  | Airway Heights, Washington  | |
| Vitória | 4-0    | Rachael Swatez       | Finalização (guilhotina)              | Conquest of the Cage 10               | 15/12/2011 | 2     | 0:17  | Airway Heights, Washington  | |
| Vitória | 3-0    | Stephanie Webber     | Finalização (chave de braço)          | Cagesport 8                           | 05/12/2009 | 2     | 2:54  | Tacoma, Washington          | |
| Vitória | 2-0    | Robyn Dunne          | Nocaute Técnico (socos)               | Caged Combat                          | 15/08/2009 | 1     | N/A   | Penticton, British Columbia | Luta em peso casado (110 lb).                                                                                                  |
| Vitória | 1-0    | Raylene Harvey       | Finalização (mata leão)               | ExciteFight: Spokane Fight Night 5    | 09/05/2009 | 1     | 2:58  | Spokane, Washington         | Estreia no Peso Galo. |

## Ver Também
- Lista de lutadores do UFC
- Lista de campeões do UFC